# François de La Rochefoucauld
François de La Rochefoucauld (født 15. september 1613, død 17. marts 1680) var en fransk filosof og forfatter, der indtil 1680 havde den adelige titel af Prince de Marcillac. Han udtrykte i sine aforismer (maksimer) et menneskesyn præget af hans praktiske erfaring og stræbte efter, når han skrev disse korte levesætninger, hverken at udtrykke sig sentimentalt eller fordømmende.

## Liv
La Rochefoucauld blev som adelsmand uddannet i jagt, hofetikette, elegance i opførsel og konversation foruden praktisk viden. Som 15-årig giftede han sig med Andrée de Vivonne. Det følgende år sluttede han sig til hæren og blev næsten med det samme en offentlig skikkelse. Han var en dygtig soldat, selv om dette aldrig blev formelt anerkendt. Med hjælp fra Madame de Chevreuse sluttede han sig til Anna af Østrig. Da Madame de Chevreuse ofte var i konflikt med Richelieu, var La Rochefoucaulds position ved hoffet ofte problematisk, og han måtte flere gange gå i eksil på sin  fars ejendomme. Under belejringen af Paris var han en fremtrædende skikkelse, kæmpede i mange af slagene og blev alvorligt såret under belejringen af Mardyke.
Efter Fronden trak La Rochefaucauld sig tilbage til sin ejendom Verteuil. Han vendte først tilbage til hoffet, da Ludvig XIV blev konge, og det var i denne periode, han skrev sine værker.

## Værk
Hans vigtighed som en politisk og historisk skikkelse er langt mindre end hans rolle i fransk litteratur. Det litterære værk falder i tre dele: Hans Memoirs, hans Maximer og hans breve.
La Rochefoucauld genskrev sine maximer flere gange i sin levetid, og der blev også føjet flere til den efter hans død. Det er i dag normalt at udgive dem i hele deres omfang af 504 maksimer. De fleste består kun af to eller tre linjer, og stort set ingen er længere end en halv side. La Rochefoucauld reflekterer som en verdensmand, der ikke prøver at forskønne billedet, over menneskets ageren og motiver.

## Indflydelse
Næsten alle 1700-tallets store franske kritikere skrev om La Rochefoucauld. Senere var blandt andre filosoffen Friedrich Nietzsche en stor beundrer og lod sig ikke alene påvirke af den franske tænkers etik, men også af hans elegante stil.

## Oversat til dansk
- Maksimer af François de La Rochefoucauld, Forlaget Helikon, 2012, ISBN 87-91817-25-0 ISBN 978-87-91817-25-0

## Literatur
- Gerhard Hess: Zur Entstehung der „Maximen“ La Rochefoucaulds. Arbeitsgemeinschaft für Forschung des Landes Nordrhein-Westfalen, Westdeutscher Verlag, Köln 1957.
- Margot Kruse: Die Maxime in der französischen Literatur. Studien zum Werk La Rochefoucaulds und seiner Nachfolger. Cram, De Gruyter & Co, Hamburg 1960.
- Oskar Roth: Die Gesellschaft der "honnêtes gens". Zur sozialethischen Grundlegung des "honnêteté"-Ideals bei La Rochefoucauld. Winter, Heidelberg 1982.
- Jutta Weiser: Vertextungsstrategien im Zeichen des ‚désordre‘. Rhetorik, Topik und Aphoristik in der französischen Klassik am Beispiel der ‚Maximes‘ von La Rochefoucauld, Winter, Heidelberg 2004.
- Edoardo Costadura: Der Edelmann am Schreibpult. Zum Selbstverständnis aristokratischer Literaten zwischen Renaissance und Revolution. Niemeyer, Tübingen 2006, ISBN 3-484-55046-5.
- Hans Georg Coenen: Die vierte Kränkung. Das Maximenwerk La Rochefoucaulds. Deutscher Wissenschafts-Verlag, Baden-Baden 2008.
- Oskar Roth: La Rochefoucauld auf der Suche nach dem selbstbestimmten Geschmack. Winter, Heidelberg 2010. ISBN 978-3-8253-5641-5.